# Lista de vice-governadores do Rio de Janeiro
Esta é a lista dos vice-governantes do estado do Rio de Janeiro.

## Vice-governadores
| Nº                                                          | Nome                                          | Imagem                                           | Início do mandato     | Fim do mandato         | Partido                                          | Governador                  | Referências e notas |
| 1                                                           | Manuel Torres                                 |                                                  | 9 de janeiro de 1890  | 10 de maio de 1891     |                                                  | Francisco Portela           |                     |
| 2                                                           | Miguel de Carvalho                            |                                                  | 9 de abril de 1892    | 3 de maio de 1892      |                                                  | Baltasar da Silveira        |                     |
| 3                                                           | Manuel Torres                                 |                                                  | 3 de maio de 1892     | 31 de dezembro de 1894 | Partido Republicano Fluminense                   | José Tomás da Porciúncula   |                     |
| 4                                                           | Hermogênio Silva                              |                                                  | 1895                  | 1897                   | Partido Republicano Fluminense                   | Joaquim Maurício de Abreu   |                     |
| 5                                                           | Tarcísio Miranda                              |                                                  | 31 de janeiro de 1951 | 31 de janeiro de 1955  | Partido Social Trabalhista PST                   | Amaral Peixoto              |                     |
| 6                                                           | Roberto Silveira                              |                                                  | 31 de janeiro de 1955 | 31 de janeiro de 1959  | Partido Trabalhista Brasileiro PTB               | Miguel Couto                |                     |
| 6                                                           | Roberto Silveira                              | Togo de Barros                                   | 31 de janeiro de 1955 | 31 de janeiro de 1959  | Partido Trabalhista Brasileiro PTB               |                             |                     |
| 6                                                           | Roberto Silveira                              | Osmar Serpa de Carvalho                          | 31 de janeiro de 1955 | 31 de janeiro de 1959  | Partido Trabalhista Brasileiro PTB               |                             |                     |
| 7                                                           | Celso Peçanha                                 |                                                  | 31 de janeiro de 1959 | 1º de março de 1961    | Partido Social Democrático PSD                   | Roberto Silveira            |                     |
| -                                                           | Vago                                          |                                                  | 1º de março de 1961   | 31 de janeiro de 1963  |                                                  | Celso Peçanha               |                     |
| -                                                           | Vago                                          | José Janotti                                     | 1º de março de 1961   | 31 de janeiro de 1963  |                                                  |                             |                     |
| -                                                           | Vago                                          | Luís Miguel Pinaud                               | 1º de março de 1961   | 31 de janeiro de 1963  |                                                  |                             |                     |
| 8                                                           | João Batista da Costa                         |                                                  | 31 de janeiro de 1963 | 1º de maio de 1964     | Partido Libertador PL                            | Badger da Silveira          |                     |
| Ditadura Militar (1964-1985)                                |                                               |                                                  |                       |                        |                                                  |                             |                     |
| -                                                           | Vago                                          |                                                  | 1º de maio de 1964    | 4 de maio de 1964      |                                                  | Cordolino José Ambrósio     |                     |
| 9                                                           | Teotônio Araújo                               |                                                  | 4 de maio de 1964     | 12 de agosto de 1966   |                                                  | Paulo Francisco Torres      |                     |
| -                                                           | Vago                                          |                                                  | 12 de agosto de 1966  | 31 de janeiro de 1967  |                                                  | Teotônio Araújo             |                     |
| 10                                                          | Heli Ribeiro Gomes                            |                                                  | 31 de janeiro de 1967 | 31 de março de 1971    | Aliança Renovadora Nacional ARENA                | Geremias Fontes             |                     |
| 11                                                          | Teotônio Araújo                               |                                                  | 31 de março de 1971   | 15 de março de 1975    | Aliança Renovadora Nacional ARENA                | Raimundo Padilha            |                     |
| Fusão do Estado da Guanabara com o Estado do Rio de Janeiro |                                               |                                                  |                       |                        |                                                  |                             |                     |
| -                                                           | Vago                                          |                                                  | 15 de março de 1975   | 15 de março de 1979    |                                                  | Floriano Peixoto Faria Lima |                     |
| 12                                                          | Hamilton Xavier                               |                                                  | 15 de março de 1979   | 15 de março de 1983    | Movimento Democrático Brasileiro MDB             | Chagas Freitas              |                     |
| Nova República (1985-presente)                              |                                               |                                                  |                       |                        |                                                  |                             |                     |
| 13                                                          | Darcy Ribeiro                                 |                                                  | 15 de março de 1983   | 15 de março de 1987    | Partido Democrático Trabalhista PDT              | Leonel Brizola              |                     |
| 14                                                          | Francisco Amaral                              |                                                  | 15 de março de 1987   | 15 de março de 1991    | Partido do Movimento Democrático Brasileiro PMDB | Moreira Franco              |                     |
| 15                                                          | Nilo Batista                                  |                                                  | 15 de março de 1991   | 2 de abril de 1994     | Partido Democrático Trabalhista PDT              | Leonel Brizola              |                     |
| -                                                           | Vago                                          |                                                  | 2 de abril de 1994    | 1º de janeiro de 1995  |                                                  | Nilo Batista                |                     |
| 16                                                          | Luiz Paulo Corrêa da Rocha                    |                                                  | 1º de janeiro de 1995 | 1º de janeiro de 1999  | Partido da Social Democracia Brasileira PSDB     | Marcello Alencar            |                     |
| 17                                                          | Benedita da Silva                             |                                                  | 1º de janeiro de 1999 | 6 de abril de 2002     | Partido dos Trabalhadores PT                     | Anthony Garotinho           |                     |
| -                                                           | Vago                                          |                                                  | 6 de abril de 2002    | 1º de janeiro de 2003  |                                                  | Benedita da Silva           |                     |
| 18                                                          | Luiz Paulo Conde                              |                                                  | 1º de janeiro de 2003 | 1º de janeiro de 2007  | Partido Socialista Brasileiro PSB                | Rosinha Garotinho           |                     |
| 18                                                          | Luiz Paulo Conde                              | Partido do Movimento Democrático Brasileiro PMDB | 1º de janeiro de 2003 | 1º de janeiro de 2007  |                                                  | Rosinha Garotinho           |                     |
| 19                                                          | Luiz Fernando Pezão                           |                                                  | 1º de janeiro de 2007 | 3 de abril de 2014     | Partido do Movimento Democrático Brasileiro PMDB | Sérgio Cabral Filho         | [ 1 ]               |
| -                                                           | Vago                                          |                                                  | 3 de abril de 2014    | 1º de janeiro de 2015  |                                                  | Luiz Fernando Pezão         |                     |
| 20                                                          | Francisco Dornelles                           |                                                  | 1º de janeiro de 2015 | 1º de janeiro de 2019  | Partido Progressista PP                          | Luiz Fernando Pezão         |                     |
| 21                                                          | Cláudio Castro                                |                                                  | 1º de janeiro de 2019 | 30 de abril de 2021    | Partido Social Cristão PSC                       | Wilson Witzel               |                     |
| -                                                           | Vago (devido ao Impeachment de Wilson Witzel) |                                                  | 1º de maio de 2021    | 1º de janeiro de 2023  |                                                  | Cláudio Castro              |                     |
| 22                                                          | Thiago Pampolha                               |                                                  | 1º de janeiro de 2023 | 21 de maio de 2025     | União Brasil UNIÃO                               | Cláudio Castro              |                     |
| 22                                                          | Thiago Pampolha                               | Movimento Democrático Brasileiro MDB             | 1º de janeiro de 2023 | 21 de maio de 2025     |                                                  | Cláudio Castro              |                     |
| -                                                           | Vago                                          |                                                  | 21 de maio de 2025    | até a atualidade       |                                                  | Cláudio Castro              |                     |